# Австрійське герцогство
Австрійське герцогство (нім. Herzogtum Österreich) — держава, яка входила до складу Священної Римської імперії. Герцогство виникло 1156 року згідно з патентом Фрідріха Барбаросси Privilegium Minus. Східна (Австрійська) марка була виділена зі складу Баварського герцогства, а правитель марки з дому Бабенбергів отримав від імператора Фрідріха I Барбаросси титул герцога.

## Назва
- Австрійське герцогство (нім. Herzogtum Österreich) — німецька назва.
- Австрія (нім. Österreich) — коротка назва.

## Географічне положення
З моменту отримання свого нового статусу Австрійське герцогство було порівняно невеликим за площею державним утворенням, займаючи територію на північному та південному березі річки Дунай, на схід від правої притоки Дунаю — річки Енс. Це приблизно відповідає території сучасної австрійської землі Нижня Австрія.
Північний кордон Австрійського герцогства з Богемським герцогством (з 1198 року — королівство) та Моравською маркою, землями чеських Пржемисловичей, утворювали Дрозендорф, Рабс, Ла та інші укріплення вздовж річки Тайя, що знаходились на півночі історичних регіонів Вальдфіртель та Вайнфіртель, поділених між собою хребтом Манхартсберг. На сході кордон герцогства з Угорським королівством поступово зміщувався у бік долини річки Морава та Віденського басейну. На правому березі Дунаю по річці Лейта незмінно протягом століть проходив кордон Священної Римської Імперії і відповідно Австрії, як її прикордонної складової, з Угорщиною. На півдні Австрія межувала з землями Штирії, що отримала статус герцогства у 1180 році. За західним кордоном австрійської держави починалась територія Баварського герцогства, від якого Австрія отримала самостійність у 1156 році.

## Історія
У попередні часи на території, що займало Австрійське герцогство, спочатку була заснована приблизно 800 року Карлом Великими Аварська марка. Згодом різні частини марки входили до складу Паннонської марки, а після битви при Пресбурзі в 907 році територія опинилася під владою угорців. У 955 році після перемоги Оттона I в битві на річці Лех німцям вдалося повернути собі ці землі, на яких 976 року Оттоном II Рудим була утворена Східна марка. Першим маркграфом став Леопольд I, засновник династії Бабенбергів, яка володіла Австрією до 1246 року. Австрійські маркграфи номінально залишалися васалами герцогів Баварії до 1156 року.

### Privilegium Minus
Під час боротьби за німецьку корону династії Гогенштауфенів з представниками баварських Вельфів 7 березня 1138 року на престол Німеччини вступив король Конрад III Гогенштауфен. Маркграф Австрії Леопольд IV Щедрий з династії Бабенбергів був зведеним братом короля Конрада (їх матір'ю була Агнеса, донька імператора Генріха IV) і тому, як вірний прихильник дому Гогенштауфенів, Леопольд IV підтримував Конрада у боротьбі з Вельфами, на чолі яких стояв герцог Баварії Генріх X Гордий. У 1139 році король Конрад III позбавив Генріха X всіх титулів. Як винагороду за вірність Конрад III передав правління баварським герцогством своєму братові маркграфу Леопольду IV. Упродовж свого недовгого правління в Баварії Леопольд IV не припиняв боротьбу з Вельфами. 1141 року Леопольд IV, який не мав дітей, несподівано помер, залишивши Баварію в спадщину своєму молодшому братові Генріху II Язомирготту (нім. Heinrich II Jasomirgott). Генріх II на той час був пфальцграфом Рейнським, і, отримавши Баварію, він також успадкував конфлікт з Вельфами за баварський престол.
Конрад III помер 15 лютого 1152 року, і через кілька тижнів новим королем Німеччини курфюрстами був одноголосно обраний Фрідріх I Барбаросса, небіж Конрада III. Глава дому Вельфів Генріх Лев, син померлого у 1139 році Генріха X Гордого, був двоюрідним братом і прихильником короля Фрідріха I, який в той час готувався до походу в Рим з метою отримати імператорську корону від папи. Для консолідації сил імперії в італійській кампанії Фрідріх I Барбаросса прагнув мирного розв'язання конфлікту між Вельфами й Бабенбергами. Фрідріх закликав Генріха II Язомирготта на рейхстаг у Вюрцбурзі, але Генріх, передбачаючи наміри короля, не з'явився під приводом, що не був належним чином викликаний. Після декількох невдалих спроб домовитися з Бабенбергом Фрідріх виступив до Італії, де і був коронований імператором 18 червня 1155 року. Повернувшись до Німеччини, Фрідріх вирішив повернути Герцогство Баварія Генріху Леву. Імператор, нарешті, 5 червня 1156 року провів секретну зустріч з Генріхом Язомирготтом біля головного міста Баварії Регенсбурга, де були обговорені всі умови. 8 вересня в Регенсбурзі був скликаний новий рейхстаг, на якому Генріх II Язомирготт офіційно відмовився від баварського герцогства на користь Генріха Лева.
Як компенсацію Генріх II отримав 17 вересня 1156 року від імператора Фрідріха Барбаросси особливий патент про австрійські володіння Бабенбергів, відомий під назвою Privilegium Minus (в перекладі з латини — «Малі привілеї»). Згідно з цим документом маркграфство Австрія підвищувалось до статусу герцогства, та проголошувалась повна незалежність від Баварії. Патентом визнавалось, що Австрія є спадковим володінням дому Бабенбергів, причому у випадку відсутності спадкоємців чоловічої статі право володіння землями переходило до представниць жіночої лінії. Також було надано герцогу Австрії особливе право призначати свого наступника (такого права не мав жоден німецький князь). Privilegium Minus розширював права Австрії в імперії. Герцогу дозволялось не відвідувати імперські рейхстаги, окрім тих, які скликались у Баварії. Герцог був зобов'язаний надавати воєнну допомогу імператору лише тоді, коли воєнні дії мали б місце поблизу австрійських кордонів.
Імператор Фрідріх I Барбаросса уникнув пониження Генріха Язомирготта до рангу маркграфа, одночасно заручившись підтримкою від Бабенбергів у подальших свої діях. З іншого боку, розчарований Генріх Лев отримав тільки зменшене Баварське герцогство. Таким чином, у 1156 році на мапі Священної Римської імперії з'явилась нова держава — Австрійське герцогство, а Генріх II Язомирготт став першим герцогом Австрійським.

### Династія Бабенбергів

#### Генріх II Язомирготт (1156—1177)
Генріх II Язомирготт обрав Відень столицею своїх володінь ще у 1145 році під час володіння Баварією. З його правління почався бурхливий розвиток міста. Так у 1147 році було завершено будівництво віденського собору Святого Стефана, який до сьогодення є однією з головних пам'яток столиці Австрії. Генріх Язомирготт у 1155 році у Відені заснував Шотландський монастир (нім. Schottenstift), де оселились ірландські монахи, які, на справді, прибули не з Ірландії, а перейшли з Шотландського монастиря у Регенсбурзі. Генріх у 1155 році поруч з Шотландським монастирем побудував для себе замок на площі Ам-Хоф, де у майбутньому з'явиться імператорський палац Гофбург.
Австрійські землі процвітали завдяки вдалому розташуванню країни на Дунаї, по якому йшов торговий шлях з Кремса та Маутерна вниз по річці через Відень до Угорщини та Візантійської імперії.
Помер Генріх II 13 січня 1177 року, і герцогський титул успадкував його син Леопольд V.

#### Леопольд V (1177—1194)

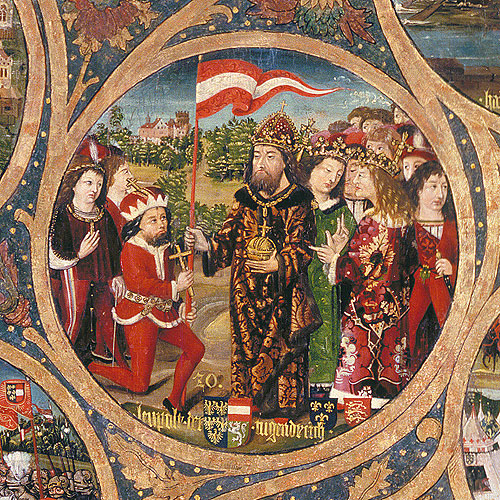
Леопольд V Доброчесний отримує знамено від Імператора Генріха VI, 1489—1492

Леопольд V Доброчесний став відомий завдяки участі у Третьому хрестовому поході 1189 року, під час якого стався конфлікт між герцогом і королем Англії Річардом Левове Серце. Під час Третього хрестового походу також народилася легенда, яка давала тлумачення кольорам гербу Бабенбергів. Згідно з легендою, після битви колись біла туніка Леопольда V була повністю просочена кров'ю, і коли він зняв з себе пояс, на туніці з'явилася біла смуга. Імператор Генріх VI подарував Леопольду V привілей прийняти червоно-біло-червоні кольори як свій новий герб. Згодом ці кольори стануть національним прапором Австрії.
Головним досягненням Леопольда V стало приєднання Штирії до Австрії. 17 серпня 1186 року була укладена Санкт-Георгенберзька угода з герцогом Штирії Отакаром IV. Згідно з угодою після смерті Отакара IV, який був бездітний і хворий на проказу, Герцогство Штирія буде об'єднано з австрійським герцогством у єдину державу на чолі з австрійським правителем. Територія тодішньої Штирії далеко виходила за межі сучасної австрійської землі Штирія і включала у себе землі сучасної Словенії та Верхньої Австрії. У 1192 році Отакар IV помер, і Штирію було передано Леопольду V у володіння. Приєднання Штирії дало поштовх до розвитку гірничої справи, металургії та торгівлі у володіннях Бабенбергів. За винятком періоду з 1194 по 1196 роки та ще декількох нетривалих періодів Штирія постійно лишалась приєднаною до Австрії. Таким чином, Санкт-Георгенберзька угода стала першим кроком на шляху утворення великої Австрійської монархії.
У 1192 році король Річард I Левове Серце, повертаючись із Палестини проїжджав через Відень, де його за наказом Леопольда V було захоплено та ув'язнено у замку Дюрнштайн. Лише 1194 року Леопольд V звільнив Річарда, отримавши від короля Англії за визволення колосальну на ті часи суму в 50 тисяч марок. Ці гроші у подальшому були використані для організації монетного двору і зведення нових міських стін у Відні та заснування на кордоні з Угорщиною міста-укріплення Вінер-Нойштадту (дослівно «Новий Відень»).
31 грудня 1194 року Леопольд V несподівано помер після падіння з коня під час лицарського турніру. Перед смертю він, порушуючи Санкт-Георгенберзьку угоду, розподілив свої володіння між синами: старший син Фрідріх I отримав Австрію, а молодший Леопольд VI — Штирію.

#### Фрідріх I (1194—1198)
Після смерті батька Леопольда V Фрідріх I Католик (1175—1198) у дев'ятнадцять років став герцогом Австрії, але його правління тривала недовго. У 1197 році Фрідріх I вирушив у хрестовий похід до Палестини, де захворів і помер 16 квітня 1198. Фрідріх не був одружений і не мав дітей, тому австрійський герцогський титул успадкував його молодший брат Леопольд VI, який на той час був герцогом Штирії.

#### Леопольд VI (1198—1230)

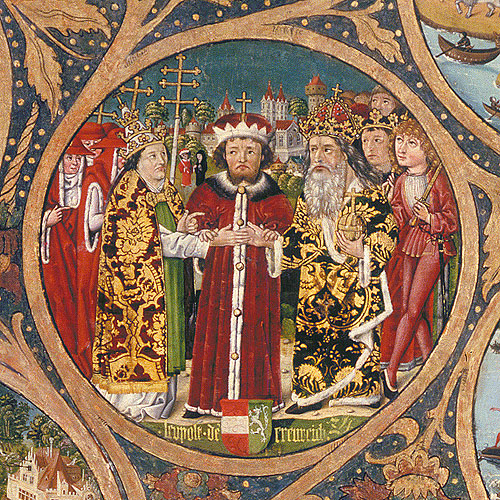
Леопольд VI Славний — посередник між папою та імператором, 1489—1492

Леопольд VI Славний (1176—1230) у 1198 році знову об'єднав Штирію та Австрію у єдину державу. Під час правління Леопольда VI Австрійське герцогство набуло значного розквіту. В Австрії та Штирії продовжували розвиватися торгівля й ремісниче виробництво, забезпечуючи істотне зростання прибутків держави, що дозволяло герцогу вести широке будівництво в країні. Готичний стиль у будівництві дійшов до Австрії — церква Cappella Speciosa в тимчасовій резиденції герцога Клостернойбург відома як перша готична будівля в дунайському регіоні. Від герцога Леопольда VI першим на території сучасної Австрії міське право отримав у 1212 році Енс, потім Лінц, а у 1221 році — Відень.
Леопольд VI активно підтримував лицарські й жебрацькі ордени, особливо цистерціанців, та закладав нові монастирі. У 1202 році в Австрії було засновано Лілієнфельдське абатство.
В країні відбувався культурний підйом. Видатні німецькі мінезингери: Вальтер фон дер Фогельвейде, Нейдхарт фон Ройєнталь, Ульріх фон Ліхтенштейн, Рейнмар фон Хагенау були постійними гостями при дворі герцога. Ймовірно, що саме в Австрії було створено знамениту «Пісню про Нібелунгів».
Авторитет Бабенбергів у Німеччині підвищився після шлюбу 29 листопада 1225 року дочки Леопольда VI Маргарити та принца Генріха Гогенштауфена, сина імператора Фрідріха II. Під час правління Леопольда VI держава перебувала у безпеці, окрім невдалого вторгнення чехів до Австрії 1226 року. У своїй зовнішній політиці Леопольд продовжував сімейні традиції, підтримуючи Гогенштауфенів. При цьому йому вдавалось не допускати розриву з римським папою, що дозволило Леопольду виконувати функції посередника на перемовинах імператора й папи. Леопольд прибув до Італії на Великдень 1230 року. Після тривалих переговорів 23 липня 1230 року у присутності Леопольда та інших князів папа й імператор присягнулись захищати мир Сан-Джермано. Через 5 днів після цієї події Леопольд VI помер у Сан-Джермано 28 липня 1230 року.

#### Фрідріх II (1230—1246)
Наступним герцогом став молодший син Леопольда VI Фрідріх II Сварливий (1211—1246), який повністю відповідав своєму прізвиську. Правління Фрідріха II пройшло у постійних війнах та повстаннях. Він конфліктував як з австрійською знаттю, так і з сусідніми державами — Богемією та Угорщиною. Фрідріх II був першим австрійським правителем, який практично не брав участі у справах Священної Римської імперії, проваджуючи незалежну політику в інтересах власної країни. Він не підпорядковувався вимогам імператора й відмовлявся брати участь у засіданнях рейхстагу, що викликало конфлікт з імператором Фрідріхом II. У 1236 році імператор оголосив опалу австрійському герцогу й конфіскував його володіння. Імператорська армія 1237 року зайняла Відень. Герцогу вдалось сховатись у Вінер-Нойштадті. Тим часом імператор оголосив Відень імперським вільним містом та надав городянам широкі права самоврядування й торгові привілеї. До 1239 року Фрідріху II вдалось відвоювати свої володіння й укласти мир з імператором. Після відновлення влади Фрідріха II в Австрії спостерігалось деяке посилення держави. У 1245 році Фрідріх II вторгся до Крайни та підкорив маркграфство своїй владі.
У 1246 році до Австрії вступили чеські й угорські війська. 15 червня 1246 року у битві на річці Лейта герцог Фрідріх загинув. Битва поклала край австрійським позіханням на західні землі Угорщини. Річка Лейта залишилась кордоном між Австрією та Угорщиною до 1918 року.

### Війна за австрійську спадщину

#### Маркграфи Баденські
Зі смертю Фрідріха II закінчилася ера Бабенбергів в австрійській історії. Чоловіча лінія Бабенбергів перервалася. З Бабенбергів лишилося тільки двоє жінок: Маргарита, сестра Фрідріха і вдова короля Генріха VII Гогенштауфена, і Гертруда, дочка Генріха Бабенберга, старшого брата Фрідріха II. Гертруда 1246 року стала дружиною Владислава Моравського, сина чеського короля Вацлава I. Відповідно до Privilegium Minus у випадку відсутності спадкоємців чоловічої статі престол Австрії наслідувала жіноча лінія. Владислав Моравський негайно висунув свої претензії, однак скористатися своїм правом не встиг, несподівано він помер у січні 1247 року. Імператор, порушуючи Privilegium Minus, оголосив Австрію вимороченим леном та ввів до герцогства свої війська. Гертруда зі своїми прихильниками втекла до Угорщини і просила захисту у Папи Римського Іннокентія IV. Під тиском папи в 1248 році Гертруда стала дружиною Германа VI, маркграфа Баденського, якого було визнано герцогом Австрії та Штирії 14 вересня 1248 року.
Герман VI поїхав до Відня, залишивши свої родові володіння брату Рудольфу. Правління Германа в Австрії було невдалим. Герман мав могутнього суперника в особі чеського принца Пржемисла Отакара, сина чеського короля Вацлава I. Австрійське дворянство не підтримувало Германа, віддаючи перевагу Отакарові. 4 жовтня 1250 року Герман VI помер, лишивши по собі однорічного сина Фрідріха.
13 грудня 1250 року помер імператор Фрідріх II, у наслідок чого в Німеччині за відсутності сильної імператорської влади на декілька десятиліть запанувала анархія. Цим скористались австрійські сусіди — Баварія, Чехія та Угорщина, які висували свої претензії до герцогства. Влада Фрідріха Баденського практично не мала опори на австрійську аристократію. У 1250 році принц Пржемисл Отакар з потужним військом при підтримці місцевої знатті зайняв Відень, і маленький Фрідріх Баденський був вимушений разом з матір'ю Гертрудою втікати спочатку в Штирію, а потім у Каринтію.

#### Пржемисл Отакар II

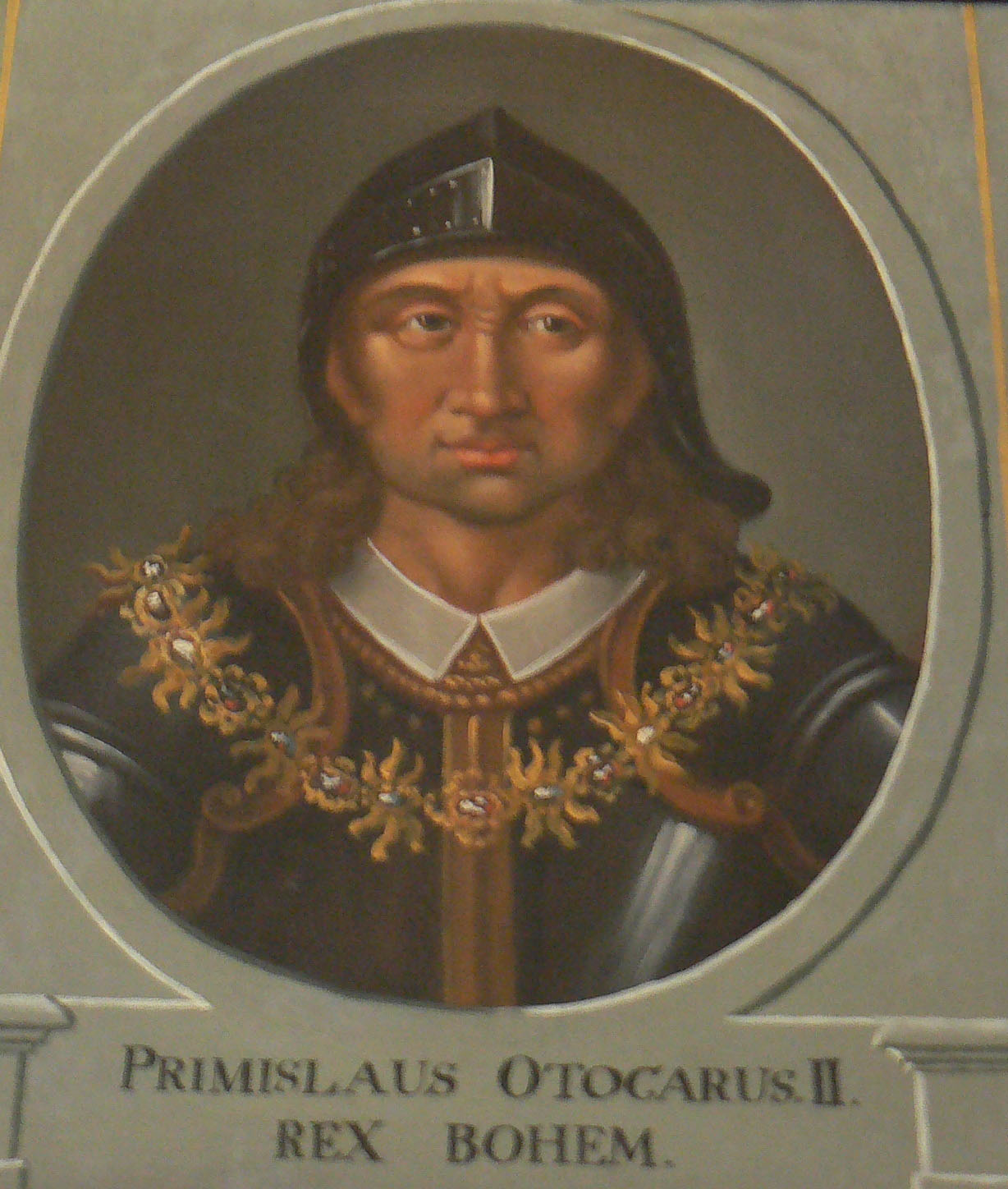
Отакар II, король Богемії

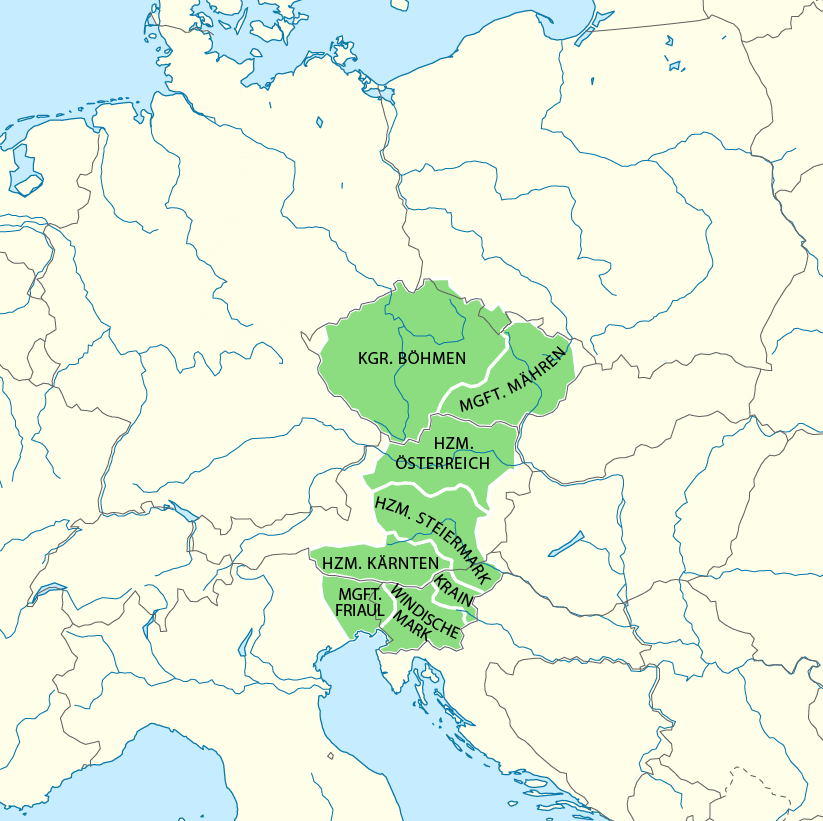
Володіння Отакара II на мапі з кордонами країн сучасної Європи

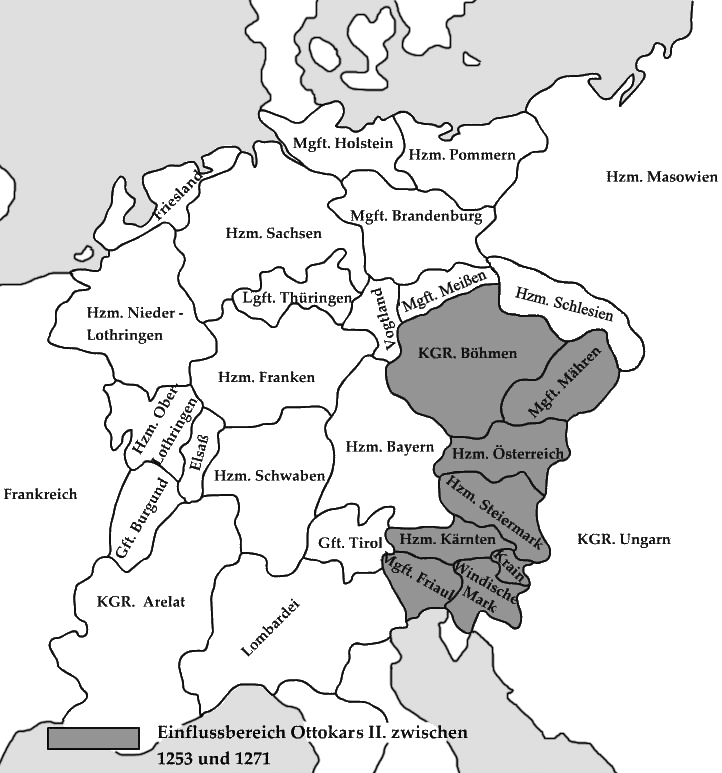
Володіння Отакара II у 1253—1271 рр. на мапі Європи того часу

Пржемисл Отакар 6 грудня 1250 року був проголошений герцогом Австрії та Штирії. Отакар вважав, що має деякі династичні права на австрійський престол, оскільки Гертруда, племінниця останнього австрійського герцога, була у першому шлюбі з його братом Владиславом, що помер 1247 року. У 1252 році Отакар одружився з бездітною Маргарет, сестрою останнього герцога з роду Бабенбергів Фрідріха II, щоб узаконити свої претензії на австрійський престол згідно з Privilegium Minus. В цей же час у 1252 році Гертруда, яка також мала права на австрійський престол, стала дружиною Романа, сина Данила Галицького, якого підтримував угорський король. В результаті почалась війна за австрійський престол між Чехією й Угорщиною. Згодом у 1254 році між Чехією й Угорщиною було укладено мирну угоду, що передбачала визнання герцогом Австрії Отакара II, який вже на той час став королем Богемії. За угодою Штирія переходила до Угорщині.
Маргарет була безплідна та ще старіша за чоловіка на 29 років, тому Отакар розлучився з нею у 1260 році, одружившись з молодшою Кунегундою Галицькою.
1260 року у Штирії розпочалось повстання проти угорської влади, чим скористався король Отакар II. Він розбив угорську армію 12 липня 1260 року у битві під Кресенбрунном і приєднав Штирію до своїх володінь.
Колишня дружина Отакара II Маргарет померла у 1267 році, і знову її спадкоємицею повинна була стати Гертруда. Але Отакар зберіг за собою Австрію та Штирію, стверджуючи, що його право на спадкоємство було зафіксовано при розлученні з Маргарет.
У 1269 році після смерті герцога Каринтії і Крайни Ульріха III, який заповідав свої володіння Отакару, останній став правителем цих герцогств. На початку 1270-х років територія держави Пржемисла Оттокара II стала охоплювати величезну територію від Судет до Адріатики.
Після «Великого міжцарів'я» (1254—1273) королем Німеччини у 1273 році було обрано графа Рудольфа Габсбурга, який почав проводити політику відродження імперії. Одним з перших супротивників Рудольфа I став Пржемисл Отакар II, який сам мріяв стати римським королем. У 1274 році Рудольф вимагав від Отакара II присяги у вірності та повернення імперських ленів Австрії та Штирії, незаконно зайнятих чеським королем. Відмова Отакара II присягнути призвела до оголошення його у 1275 році зрадником. Імперська армія вторглась на територію Австрії та Штирії. Отакар II змушений був укласти 1276 року мир, згідно з яким він відмовлявся від усіх своїх володінь, окрім Богемії та Моравії. Наступного року Отакар спробував повернути втрачені землі. 26 серпня 1278 року у вирішільній битві на Моравському полі чеські війська були розбиті армією Рудольфа I. Під час битви король Пржемисл Отакар II загинув.
Смерть Отакара II призвела до заміни чеського домінування в регіоні на австрійське. Наступні роки до кінця свого існування Герцогство Австрія незмінно було під владою династії Габсбургів.

### Династія Габсбургів
Отримавши владу над Австрією та прилеглими герцогствами, Рудольф I зайнявся перетворенням цих територій на спадкові володіння Габсбургів. У 1282 році король Рудольф I офіційно передав Австрію і Штирію у спадкове володіння своїм синам Альбрехту I та Рудольфу II.
У 1283 році Рудольф II був змушений відмовитись від австрійського престолу на користь Альбрехта I, за що йому було обіцяно територіальну компенсацію в майбутньому. Однак Альбрехт I так ніколи й не передав своєму брату будь-які істотні земельні володіння. Сам Рудольф II у 1290 році несподівано помер. Його єдиний син Йоганн Швабський у 1308 році помстився за позбавлення батька спадщини, убивши Альбрехта I.
Фрідріх I Красивий, майбутній німецький король під ім'ям Фрідріх III, після убивства свого батька Альбрехта I успадкував престол Австрії та Штирії, розділивши владу зі своїм молодшим братом Леопольдом I. На початку правління Леопольд I зіткнувся з повстанням австрійського дворянства проти влади Габсбургів. Придушивши виступ, Леопольд I був змушений дещо пом'якшити централізаторську політику свого батька.
У 1330 році, після смерті свого старшого брата Фрідріха I, Альбрехт II успадкував престол Австрії, розділивши владу з молодшим братом Оттоном, а після смерті брата став правити одноосібно. Будучи одруженим зі спадкоємицею ельзаського графства Пфірт, Альбрехт II приєднав цю область до володінь Габсбургів. У 1335 році, після смерті останнього представника Горицько-Тірольської династії, до складу австрійських володінь увійшло герцогство Каринтія.
У 1355 році Альбрехт II затвердив «Правило Альбертинського дому» (нім. Albertinische Hausordnung), яким встановив правила успадкування на землях Габсбургів у відповідності з принципом первородства і заборонив розподіл володінь.
Рудольф IV успадкував престол Австрії після смерті свого батька Альбрехта II Мудрого у 1358 році й, хоча формально вважався лише одним зі співправителів, фактично одноосібно управляв державою, оскільки його брати були ще дітьми.
Центральним моментом політики Рудольфа була боротьба за підвищення статусу Австрії та її незалежність від Священної Римської імперії. Рудольф IV 1358 року опублікував так званий Privilegium Maius, збірку фальшивих указів попередніх імператорів, що нібито надавали особливі права Австрії та її правителям і робили Австрійську державу фактично незалежною від імперії.
Згідно з Privilegium Maius австрійські монархи отримували титул ерцгерцога, що ставив їх у феодальній ієрархії одразу за королями та курфюрстами й вище герцогів. Всі землі Габсбургів були оголошені нероздільним доменом, що наслідується як чоловічою, так і жіночою лінією.
В липні 1365 року Рудольф IV у віці двадцяти шести років несподівано помер від чуми в Мілані, не залишивши потомства.
Альбрехт III був третім сином австрійського герцога Альбрехта II. У 1365 році, після смерті старшого брата Рудольфа IV, Альбрехт разом зі своїм молодшим братом Леопольдом III успадкували престол Австрії. Спочатку, відповідно до законів Альбрехта II і Рудольфа IV, брати правили спільно. У цей період розширення володінь Габсбургів продовжилось — до Австрії було долучено внутрішню Істрію, що забезпечило державі вихід до Адріатичного моря, а 1375 року до складу монархії було включено більшу частину Форарльбергу.
1379 року брати уклали між собою Нойберзьку угоду, згідно з якою вони розділили спадкові володіння. Альбрехт III отримав власне Австрійське герцогство, а Леопольд III став правителем Штирії, Каринтії, Крайни, Істрії, Тіролю й Передньої Австрії. Таким чином володіння Габсбургів було розділено між Альбертинською та Леопольдинською лініями. Нойберзька угода поклала початок періоду роздробленості у Австрійській монархії, що тривав майже століття й сильно послабив позиції Габсбургів у Німеччині.
Альбрехт IV був єдиним сином австрійського герцога Альбрехта III. Після смерті батька 29 серпня 1395 року Альбрехт IV успадкував престол Австрії. До складу його володінь входило тільки власне герцогство Австрія, а також Крайна.
Альбрехт V був сином австрійського герцога Альбрехта IV. Коли після смерті батька в 1404 році він успадкував престол Австрії, Альбрехту було всього сім років. Опіку над малим герцогом оспорювали його дядьки з Леопольдинської лінії династії Габсбургів, поки в 1406 році вони не прийшли до угоди про призначення опікуном Леопольда IV, старшого в роді.
Проте усобиці поновилися 1407 року, між Леопольдом IV та Ернстом почалася війна. Перемогу врешті-решт отримав Леопольд IV, проте в 1411 році він помер, і кермо влади Австрійським герцогством узяв на себе Альбрехт V.
Владислав був сином австрійського герцога і короля Німеччини, Чехії й Угорщини Альбрехта V. Він народився у 1440 році через чотири місяці після несподіваної смерті свого батька від дизентерії (прізвисько Владислава — «Постум» — латиною означає «Посмертний»), і, як єдиний син Альбрехта V, успадкував престол герцогства Австрії. Опікуном юного герцога став його двоюрідний дядько Фрідріх III, герцог Внутрішньої Австрії.
У листопаді 1457 року Владислав несподівано захворів й за три дні помер. Владіслав Постум не був одружений і дітей не мав. З його смертю згасла Альбертинська лінія дому Габсбургів. Його спадкоємцем в Австрії став його двоюрідний дядько Фрідріх V, що знову возз'єднав всі землі Габсбургів. Також Фрідріх III офіційно затвердив новий статус Австрії як ерцгерцогства у 1453 році.

## Герцоги Австрійські
|    | Герцог                  | Династія      | Народився | Роки правління | Помер              |
| -- | ----------------------- | ------------- | --------- | -------------- | ------------------ |
| 1  | Генріх II Язомирготт    | Бабенберги    | 1107      | 1156 — 1177    | 1177, 13 січня     |
| 2  | Леопольд V Доброчесний  | Бабенберги    | 1157      | 1177 — 1194    | 1194, 31 грудня    |
| 3  | Фрідріх I Католик       | Бабенберги    | 1175      | 1194 — 1198    | 1198, 16 квітня    |
| 4  | Леопольд VI Славний     | Бабенберги    | 1176      | 1198 — 1230    | 1230, 28 липня     |
| 5  | Фрідріх II Сварливий    | Бабенберги    | 1211      | 1230 — 1246    | 1246, 15 червня    |
| 6  | Герман VI Баденський    | Церінгени     | 1225      | 1248 — 1250    | 1250, 4 жовтня     |
| 7  | Фрідріх Баденський      | Церінгени     | 1249      | 1250 — 1251    | 1268, 29 жовтня    |
| 8  | Отакар II               | Пржемисловичі | 1233      | 1250 — 1276    | 1278, 26 серпня    |
| 9  | Рудольф I               | Габсбурги     | 1218      | 1278 — 1282    | 1291, 15 липня     |
| 10 | Рудольф II Добродушний  | Габсбурги     | 1271      | 1282 — 1283    | 1290, 10 травня    |
| 11 | Альбрехт I Австрійський | Габсбурги     | 1255      | 1282 — 1308    | 1308, 1 травня     |
| 11 | Фрідріх I Красивий      | Габсбурги     | 1289      | 1308 — 1330    | 1330, 13 січня     |
| 12 | Леопольд I              | Габсбурги     | 1290      | 1308 — 1326    | 1326, 28 січня     |
| 13 | Альбрехт II Мудрий      | Габсбурги     | 1298      | 1330 — 1358    | 1358, 16 серпня    |
|    | Оттон Веселий           | Габсбурги     | 1301      | 1330 — 1339    | 1339, 17 лютого    |
| 14 | Рудольф IV Великодушний | Габсбурги     | 1339      | 1358 — 1365    | 1365, 27 липня     |
|    | Фрідріх III             | Габсбурги     | 1347      | 1358 — 1362    | 1362               |
| 15 | Альбрехт III            | Габсбурги     | 1349      | 1365 — 1395    | 1395, 29 серпня    |
|    | Леопольд III            | Габсбурги     | 1351      | 1365 — 1386    | 1386, 9 липня      |
| 16 | Альбрехт IV Терплячий   | Габсбурги     | 1377      | 1395 — 1404    | 1404, 14 вересня   |
| 17 | Альбрехт II (V)         | Габсбурги     | 1397      | 1404 — 1439    | 1439, 27 жовтня    |
| 18 | Владислав Постум        | Габсбурги     | 1440      | 1440 — 1457    | 1457, 23 листопада |